# هاكون هانسن
هاكون هانسن (بالنرويجية البوكمول: Haakon Hansen)‏ (9 يناير 1907 – 28 مايو 1985) هو ملاكم نرويجي راحل، مثّل بلاده في الألعاب الأولمبية الصيفية 1924.

## روابط خارجية
هاكون هانسن على موقع بوكس ريك (الإنجليزية) (registration required)
- هاكون هانسن على موقع أوليمبيديا (الإنجليزية)